# Modlany
Modlany è un comune della Repubblica Ceca facente parte del distretto di Teplice, nella regione di Ústí nad Labem.